# Дом Костерина и Черникова
Дом Костерина и Черникова — особняк в Уфе на пересечении улиц Пушкина и Карла Маркса. Является памятником архитектуры и образцом «изобразительного модерна». Выходя фасадами сразу на две улицы, каменное небесно-голубое здание с ажурными балконами, лепным растительным орнаментом и эллипсовидной мансардой вписывается в окружающее пространство удивительно гармонично и изящно.

## История
Дом был построен в 1907—1912 годах по проекту самарского архитектора А. А. Щербачёва для самарского хлеботорговца Павла Ивановича Костерина и его компаньона купца С. А. Черникова. П. И. Костерин приехал в Уфу в начале 1890-х, приобрёл две усадьбы на пересечении улиц Александровской (ныне Карла Маркса) и Пушкинской, снёс пришедшие в ветхость здания, а на их месте построил большой трёхэтажный дом с двумя выходами, фасадом с оригинальным декором и балконами с коваными ажурными решётками. Фасад дома украшает изображение жены П. И. Костерина Екатерины Павловны, в девичестве Поповой, дочери богатого купца.
Стоимость постройки особняка составляла 30 тысяч рублей. Этот дом Костерин сдавал в наём приезжим купцам, ему принадлежал также загородный дом около современного Южного автовокзала Уфы.
В годы Гражданской войны работал сначала штаб А. В. Колчака, а в 1919 году в доме располагался политотдел 25-й стрелковой дивизии Чапаева (о чём напоминает мемориальная доска), которая в боях понесла тяжёлые потери и остановилась в Уфе. Ходила легенда, что богатый особняк до революции 1917 года был также домом терпимости.
Дом был отреставрирован дважды — в 1985 и в 2006 годах. Является памятником истории, архитектуры и градостроительства. В настоящее время в бывшем купеческом доме находится Таможня Республики Башкортостан. Реставрация проводилась в 2000 году , в основном силами сотрудников таможни.